# Comme au bon vieux temps
Pour plus de détails, voir Fiche technique et Distribution.
Comme au bon vieux temps (Seems Like Old Times) est un film américain réalisé par Jay Sandrich, sorti en 1980.

## Fiche technique
- Titre original : Seems Like Old Times
- Titre français : Comme au bon vieux temps
- Réalisation : Jay Sandrich
- Scénario : Neil Simon
- Photographie : David M. Walsh
- Montage : Michael A. Stevenson
- Musique : Marvin Hamlisch
- Pays d'origine : États-Unis
- Genre : comédie
- Date de sortie : 1980

## Distribution
- Goldie Hawn : Glenda Parks
- Chevy Chase : Nicholas Gardenia
- Charles Grodin : Ira Parks
- Robert Guillaume : Fred
- Harold Gould : Juge John Channing
- George Grizzard : Gouverneur
- Yvonne Wilder : Aurora De La Hoya
- Thomas Kent Carter : Chester
- Judd Omen : Dex
- Marc Alaimo : B.G.
- Bill Zuckert : pompiste
- Jerry Houser : pompiste
- Charlie Brill (non crédité)